# Eleições autárquicas portuguesas de 1997 no distrito de Beja
| Eleições autárquicas portuguesas de 1997 Distritos: Aveiro \| Beja \| Braga \| Bragança \| Castelo Branco \| Coimbra \| Évora \| Faro \| Guarda \| Leiria \| Lisboa \| Portalegre \| Porto \| Santarém \| Setúbal \| Viana do Castelo \| Vila Real \| Viseu \| Açores \| Madeira |

## Resultados por concelho
Os resultados nos concelhos do Distrito de Beja foram os seguintes:

### Aljustrel
| Partido                 | Partido                        | Votos | %               | +/-  | Vereadores | +/-     |
| ----------------------- | ------------------------------ | ----- | --------------- | ---- | ---------- | ------- |
|                         | Coligação Democrática Unitária | 3 774 | 60,53 / 100,00  | 2,48 | 4 / 5      | 1       |
|                         | Partido Socialista             | 1 870 | 29,99 / 100,00  | 3,49 | 1 / 5      | 1       |
|                         | Partido Social Democrata       | 304   | 4,88 / 100,00   | 1,35 | 0 / 5      | Estável |
| Votos Inválidos         | Votos Inválidos                | 287   | 4,60 / 100,00   | 1,06 |            |         |
| Total                   | Total                          | 6 235 | 100,00 / 100,00 |      | 5 / 5      | 2       |
| Eleitorado/Participação | Eleitorado/Participação        | 9 991 | 62,41 / 100,00  | 3,05 |            |         |

### Almodôvar
| Partido                 | Partido                        | Votos | %               | +/-   | Vereadores | +/-     |
| ----------------------- | ------------------------------ | ----- | --------------- | ----- | ---------- | ------- |
|                         | Partido Socialista             | 2 481 | 42,95 / 100,00  | 1,88  | 3 / 5      | Estável |
|                         | Partido Social Democrata       | 2 470 | 42,76 / 100,00  | 26,61 | 2 / 5      | 1       |
|                         | Coligação Democrática Unitária | 488   | 8,45 / 100,00   | 3,74  | 0 / 5      | Estável |
| Votos Inválidos         | Votos Inválidos                | 337   | 5,84 / 100,00   | 0,20  |            |         |
| Total                   | Total                          | 5 776 | 100,00 / 100,00 |       | 5 / 5      |         |
| Eleitorado/Participação | Eleitorado/Participação        | 8 501 | 67,94 / 100,00  | 1,71  |            |         |

### Alvito
| Partido                 | Partido                        | Votos | %               | +/-   | Vereadores | +/-     |
| ----------------------- | ------------------------------ | ----- | --------------- | ----- | ---------- | ------- |
|                         | Coligação Democrática Unitária | 765   | 45,00 / 100,00  | 12,48 | 3 / 5      | 1       |
|                         | Partido Socialista             | 575   | 33,82 / 100,00  | 3,61  | 2 / 5      | Estável |
|                         | Partido Social Democrata       | 240   | 14,12 / 100,00  | 15,97 | 0 / 5      | 1       |
|                         | Partido Popular                | 24    | 1,41 / 100,00   | 2,76  | 0 / 5      | Estável |
| Votos Inválidos         | Votos Inválidos                | 96    | 5,65 / 100,00   | 2,64  |            |         |
| Total                   | Total                          | 1 700 | 100,00 / 100,00 |       | 5 / 5      |         |
| Eleitorado/Participação | Eleitorado/Participação        | 2 275 | 74,73 / 100,00  | 2,00  |            |         |

### Barrancos
| Partido                 | Partido                        | Votos | %               | +/-  | Vereadores | +/-     |
| ----------------------- | ------------------------------ | ----- | --------------- | ---- | ---------- | ------- |
|                         | Coligação Democrática Unitária | 615   | 47,05 / 100,00  | 4,28 | 3 / 5      | Estável |
|                         | Partido Socialista             | 607   | 46,44 / 100,00  | 8,11 | 2 / 5      | Estável |
|                         | Partido Social Democrata       | 23    | 1,76 / 100,00   | 2,04 | 0 / 5      | Estável |
| Votos Inválidos         | Votos Inválidos                | 62    | 4,74 / 100,00   | 1,27 |            |         |
| Total                   | Total                          | 1 307 | 100,00 / 100,00 |      | 5 / 5      |         |
| Eleitorado/Participação | Eleitorado/Participação        | 1 682 | 77,71 / 100,00  | 0,04 |            |         |

### Beja
| Partido                 | Partido                        | Votos  | %               | +/-  | Vereadores | +/-     |
| ----------------------- | ------------------------------ | ------ | --------------- | ---- | ---------- | ------- |
|                         | Coligação Democrática Unitária | 7 835  | 43,29 / 100,00  | 2,68 | 4 / 7      | 1       |
|                         | Partido Socialista             | 6 828  | 37,73 / 100,00  | 2,03 | 3 / 7      | Estável |
|                         | Partido Social Democrata       | 1 837  | 10,15 / 100,00  | 2,08 | 0 / 7      | 1       |
|                         | União Democrática Popular      | 560    | 3,09 / 100,00   | -    | 0 / 7      | -       |
|                         | Partido Popular                | 305    | 1,69 / 100,00   | 0,65 | 0 / 7      | Estável |
| Votos Inválidos         | Votos Inválidos                | 733    | 4,05 / 100,00   | 0,28 |            |         |
| Total                   | Total                          | 18 098 | 100,00 / 100,00 |      | 7 / 7      |         |
| Eleitorado/Participação | Eleitorado/Participação        | 31 169 | 58,06 / 100,00  | 4,38 |            |         |

### Castro Verde
| Partido                 | Partido                        | Votos | %               | +/-  | Vereadores | +/-     |
| ----------------------- | ------------------------------ | ----- | --------------- | ---- | ---------- | ------- |
|                         | Coligação Democrática Unitária | 2 405 | 57,90 / 100,00  | 5,09 | 3 / 5      | Estável |
|                         | Partido Socialista             | 1 304 | 31,39 / 100,00  | 0,69 | 2 / 5      | Estável |
|                         | Partido Social Democrata       | 276   | 6,64 / 100,00   | 3,50 | 0 / 5      | Estável |
| Votos Inválidos         | Votos Inválidos                | 169   | 4,06 / 100,00   | 0,90 |            |         |
| Total                   | Total                          | 4 154 | 100,00 / 100,00 |      | 5 / 5      |         |
| Eleitorado/Participação | Eleitorado/Participação        | 6 608 | 62,86 / 100,00  | 0,08 |            |         |

### Cuba
| Partido                 | Partido                        | Votos | %               | +/-   | Vereadores | +/-     |
| ----------------------- | ------------------------------ | ----- | --------------- | ----- | ---------- | ------- |
|                         | Partido Socialista             | 1 589 | 48,36 / 100,00  | 21,16 | 3 / 5      | 1       |
|                         | Coligação Democrática Unitária | 1 517 | 46,17 / 100,00  | 6,80  | 2 / 5      | 1       |
|                         | Partido Social Democrata       | 85    | 2,59 / 100,00   | 10,53 | 0 / 5      | Estável |
| Votos Inválidos         | Votos Inválidos                | 95    | 2,89 / 100,00   | 1,96  |            |         |
| Total                   | Total                          | 3 286 | 100,00 / 100,00 |       | 5 / 5      |         |
| Eleitorado/Participação | Eleitorado/Participação        | 4 501 | 73,01 / 100,00  | 6,81  |            |         |

### Ferreira do Alentejo
| Partido                 | Partido                        | Votos | %               | +/-  | Vereadores | +/-     |
| ----------------------- | ------------------------------ | ----- | --------------- | ---- | ---------- | ------- |
|                         | Partido Socialista             | 3 076 | 52,65 / 100,00  | 1,17 | 3 / 5      | Estável |
|                         | Coligação Democrática Unitária | 2 224 | 38,07 / 100,00  | 5,20 | 2 / 5      | Estável |
|                         | Partido Social Democrata       | 279   | 4,78 / 100,00   | 3,58 | 0 / 5      | Estável |
|                         | Partido Popular                | 39    | 0,67 / 100,00   | 0,60 | 0 / 5      | Estável |
| Votos Inválidos         | Votos Inválidos                | 224   | 3,84 / 100,00   | 1,06 |            |         |
| Total                   | Total                          | 5 842 | 100,00 / 100,00 |      | 5 / 5      |         |
| Eleitorado/Participação | Eleitorado/Participação        | 8 949 | 65,28 / 100,00  | 5,98 |            |         |

### Mértola
| Partido                 | Partido                        | Votos | %               | +/-  | Vereadores | +/-     |
| ----------------------- | ------------------------------ | ----- | --------------- | ---- | ---------- | ------- |
|                         | Coligação Democrática Unitária | 3 176 | 48,94 / 100,00  | 2,48 | 3 / 5      | Estável |
|                         | Partido Socialista             | 2 991 | 46,09 / 100,00  | 1,19 | 2 / 5      | Estável |
|                         | Partido Popular                | 77    | 1,19 / 100,00   | -    | 0 / 5      | -       |
|                         | Partido Social Democrata       | 67    | 1,03 / 100,00   | 3,52 | 0 / 5      | Estável |
| Votos Inválidos         | Votos Inválidos                | 178   | 2,75 / 100,00   | 1,34 |            |         |
| Total                   | Total                          | 6 489 | 100,00 / 100,00 |      | 5 / 5      |         |
| Eleitorado/Participação | Eleitorado/Participação        | 8 884 | 73,04 / 100,00  | 5,06 |            |         |

### Moura
| Partido                 | Partido                        | Votos  | %               | +/-   | Vereadores | +/- |
| ----------------------- | ------------------------------ | ------ | --------------- | ----- | ---------- | --- |
|                         | Coligação Democrática Unitária | 3 766  | 46,06 / 100,00  | 7,15  | 4 / 7      | 1   |
|                         | Partido Socialista             | 2 644  | 32,34 / 100,00  | 12,42 | 2 / 7      | 2   |
|                         | Partido Social Democrata       | 1 450  | 17,73 / 100,00  | 7,91  | 1 / 7      | 1   |
| Votos Inválidos         | Votos Inválidos                | 316    | 3,86 / 100,00   | 0,68  |            |     |
| Total                   | Total                          | 8 176  | 100,00 / 100,00 |       | 7 / 7      |     |
| Eleitorado/Participação | Eleitorado/Participação        | 15 510 | 52,71 / 100,00  | 1,15  |            |     |

### Odemira
| Partido                 | Partido                        | Votos  | %               | +/-  | Vereadores | +/-     |
| ----------------------- | ------------------------------ | ------ | --------------- | ---- | ---------- | ------- |
|                         | Partido Socialista             | 7 216  | 46,34 / 100,00  | 9,60 | 4 / 7      | 1       |
|                         | Coligação Democrática Unitária | 5 921  | 38,03 / 100,00  | 1,36 | 3 / 7      | Estável |
|                         | Partido Social Democrata       | 1 507  | 9,68 / 100,00   | 7,13 | 0 / 7      | 1       |
|                         | Partido Popular                | 264    | 1,70 / 100,00   | 0,66 | 0 / 7      | Estável |
| Votos Inválidos         | Votos Inválidos                | 663    | 4,26 / 100,00   | 0,44 |            |         |
| Total                   | Total                          | 15 571 | 100,00 / 100,00 |      | 7 / 7      |         |
| Eleitorado/Participação | Eleitorado/Participação        | 24 509 | 63,53 / 100,00  | 0,06 |            |         |

### Ourique
| Partido                 | Partido                        | Votos | %               | +/-   | Vereadores | +/-     |
| ----------------------- | ------------------------------ | ----- | --------------- | ----- | ---------- | ------- |
|                         | Partido Social Democrata       | 2 309 | 49,85 / 100,00  | 4,25  | 3 / 5      | Estável |
|                         | Coligação Democrática Unitária | 1 140 | 24,61 / 100,00  | 15,32 | 1 / 5      | 1       |
|                         | Partido Socialista             | 972   | 20,98 / 100,00  | 20,48 | 1 / 5      | 1       |
|                         | Partido Popular                | 43    | 0,93 / 100,00   | 2,14  | 0 / 5      | Estável |
| Votos Inválidos         | Votos Inválidos                | 168   | 3,62 / 100,00   | 0,72  |            |         |
| Total                   | Total                          | 4 632 | 100,00 / 100,00 |       | 5 / 5      |         |
| Eleitorado/Participação | Eleitorado/Participação        | 6 514 | 71,11 / 100,00  | 1,79  |            |         |

### Serpa
| Partido                 | Partido                        | Votos  | %               | +/-   | Vereadores | +/-     |
| ----------------------- | ------------------------------ | ------ | --------------- | ----- | ---------- | ------- |
|                         | Coligação Democrática Unitária | 4 694  | 50,09 / 100,00  | 2,55  | 4 / 7      | Estável |
|                         | Partido Socialista             | 3 780  | 40,34 / 100,00  | 22,37 | 3 / 7      | 2       |
|                         | Partido Social Democrata       | 281    | 3,00 / 100,00   | 0,19  | 0 / 7      | Estável |
|                         | PCTP/MRPP                      | 163    | 1,74 / 100,00   | -     | 0 / 7      | -       |
|                         | Partido Popular                | 127    | 1,36 / 100,00   | 25,04 | 0 / 7      | 2       |
| Votos Inválidos         | Votos Inválidos                | 326    | 3,48 / 100,00   | 0,68  |            |         |
| Total                   | Total                          | 9 371  | 100,00 / 100,00 |       | 7 / 7      |         |
| Eleitorado/Participação | Eleitorado/Participação        | 16 536 | 56,67 / 100,00  | 7,48  |            |         |

### Vidigueira
| Partido                 | Partido                        | Votos | %               | +/-   | Vereadores | +/-     |
| ----------------------- | ------------------------------ | ----- | --------------- | ----- | ---------- | ------- |
|                         | Coligação Democrática Unitária | 1 574 | 43,83 / 100,00  | 4,26  | 3 / 5      | Estável |
|                         | Partido Socialista             | 1 434 | 39,93 / 100,00  | 14,62 | 2 / 5      | 1       |
|                         | Partido Social Democrata       | 374   | 10,41 / 100,00  | 8,07  | 0 / 5      | 1       |
|                         | Partido Popular                | 44    | 1,23 / 100,00   | 1,66  | 0 / 5      | Estável |
| Votos Inválidos         | Votos Inválidos                | 165   | 4,60 / 100,00   | 0,62  |            |         |
| Total                   | Total                          | 3 591 | 100,00 / 100,00 |       | 5 / 5      |         |
| Eleitorado/Participação | Eleitorado/Participação        | 5 649 | 63,57 / 100,00  | 1,51  |            |         |